# Vlag van Teerns

Vlag van Teerns

De vlag van Teerns is de dorpsvlag van het Nederlandse dorp Teerns, in de Friese gemeente Leeuwarden. de vlag werd in 1994 geregistreerd. Het ontwerp van de vlag is van de hand van Rudolf J. Broersma.

## Beschrijving
De beschrijving van de vlag is als volgt:
Volgens een rechthoekige vlucht-keper-snede in twee gelijke delen, de broekzijde rood met een wit achtspakig Sint Catharina-wiel, uitkomend uit de deellijn met het middelpunt op de top van de kepersnede; de vlucht in vijf golvende banen wit-blauw enz. in de hoogteverhouding van 3:2:2:2:3.
De kleuren zijn afkomstig van het dorpswapen.

## Symboliek

Rad: attribuut van de Catharina van Alexandrië, eertijds de patroonheilige van de kerk van Teerns.
- Golvende banen: duiden op de waterrijke omgeving van het dorp.[3]
- Kleurstelling: ontleend aan het wapen van Oostergo.[3]

Het wapen van Oostergo.